# Макгиннис, Патрик
Патрик Джеймс Макгиннис (англ. Patrick James McGinnis) — американский венчурный капиталист и писатель, автор понятия «Синдром упущенной выгоды» (FOMO).  Впервые использовал это понятие в своей статье для The Harbus в 2004 году, когда учился в Гарвардской школе бизнеса. В 2016 году опубликовал книгу под названием «Предприниматель на 10 %: воплотите в жизнь свою мечту о стартапе, не бросая свою обычную работу».
До поступления в Гарвард учился в Джорджтаунском университете. В 2010 году основал консультационную компанию Dirigo Advisors, работающую с инвесторами и предприятиями, в основном в Латинской Америке. Ранее состоял вице-президентом PineBridge Investments (ранее AIG Capital Partners). В 2014 году стал соавтором рабочего документа Всемирного банка под названием «Частный капитал и венчурный капитал на МСП в развивающихся странах. Роль технической помощи».

### Комментарии
1. ↑  В 2013 слово включено в Оксфордский словарь английского языка'"`UNIQ--ref-00000003-QINU`"'.

### Сноски
1. ↑  Social Theory at HBS: McGinnis' Two FOs. The Harbus. 10 мая 2004. Архивировано 25 июня 2018. Дата обращения: 25 июля 2018.
2. ↑  Schreckinger, Ben (29 июля 2014). The Home of FOMO. Boston. Архивировано 28 сентября 2017. Дата обращения: 25 июля 2018.
3. ↑  Kozodoy, Peter (9 октября 2017). The Inventor of FOMO is Warning Leaders About a New, More Dangerous Threat. Inc. Архивировано 22 ноября 2020. Дата обращения: 25 июля 2018.
4. ↑  Zwilling, Martin (13 апреля 2016). Are You Ready Yet To Be An Entrepreneur Full-Time?. Forbes. Архивировано 17 января 2021. Дата обращения: 25 июля 2018.
5. ↑  Trapp, Roger (30 апреля 2016). Becoming An Entrepreneur Does Not Have To Be A Leap In The Dark. Forbes. Архивировано 25 июля 2021. Дата обращения: 25 июля 2018.
6. ↑  Hoya Highlight: Patrick J. McGinnis (F'98). Georgetown University. Дата обращения: 25 июля 2018.
7. ↑  Latin American Business Association Conference 2011. Columbia Business School. Дата обращения: 25 июля 2018. Архивировано 11 декабря 2013 года.
8. ↑  Divakaran, Shanthi (April 2014). Private Equity and Venture Capital in SMEs in Developing Countries : The Role for Technical Assistance. 1 of 1. Архивировано 11 апреля 2021. Дата обращения: 25 июля 2018.